# Петер Абай
Петер Абай (угор. Abay Péter, нар. 13 травня 1962, Будапешт, Угорщина) — угорський фехтувальник на шаблях, срібний призер Олімпійських ігор 1992 року, дворазовий чемпіон світу.

## Виступи на Олімпіадах
| Олімпіада      | Дисципліна     | Місце |
| -------------- | -------------- | ----- |
| Барселона 1992 | командна шабля | 2     |